# Brachiopsilus
Brachiopsilus — род лучепёрых рыб семейства брахионихтиевых (Brachionichthyidae). Эндемики прибрежных вод южной Австралии и Тасмании. Придонные рыбы, обитают на глубине до 226 м. Максимальная длина тела 11,7 см.
Научное название рода происходит от лат. brachium — рука от локтя до кисти и греческого psilos — голый или гладкий, что отражает облик грудных плавников.

## Классификация
В состав рода включают три вида:
- Brachiopsilus dianthus Last & Gledhill, 2009
- Brachiopsilus dossenus Last & Gledhill, 2009
- Brachiopsilus ziebelli Last & Gledhill, 2009